# Obanliku (langue)
L'obanliku, abanglekuo ou abanliku, est une langue bendi parlée au Nigeria.

## Utilisation
L'obanliku est parlé par environ 65 000 personnes de tous âges (essentiellement à la maison) en 1989, principalement dans l'État de Benue (dans la zone de gouvernement local de Kwande) et l'État de Cross River (dans la zone de gouvernement local d'Obanliku) au Nigeria. Ses locuteurs utilisent parfois aussi l'anglais, le bete-bendi, l'otank, le tiv et le pidgin nigérian.

## Caractéristiques
L'obanliku fait partie des langues bendi, un groupe de langues nigéro-congolaises, qui ont été classées parmi les langues cross river (c'est encore le cas pour Ethnologue), mais pour Roger Blench (en) et d'autres linguistes, elles font plutôt partie des langues bantoïdes méridionales (Glottolog reprend cette classification).
Il est apparenté à l'alege et possède une similarité lexicale de 64  à   72 % avec le bete-bendi.
Il ne possède pas de système d'écriture.

### Dialectes
Il existe les dialectes du bebi, du busi, du basang, du bisu (gayi), et du bishiri. Bebi, bisiri, bisu et busi sont mutuellement intelligibles, tandis que le basang est moins bien compris. La similarité lexicale est de 76 à 96 % entre les dialectes.